# Horsa (Rõuge)
Horsa – wieś w Estonii, w prowincji Võru, w gminie Rõuge.